# Bieriozowka 2-ja (obwód saratowski)
Bieriozowka 2-ja (ros. Берёзовка 2-я) – wieś (sieło) w Rosji, w obwodzie saratowskim, w rejonie pietrowskim. W 2021 liczyła 57 mieszkańców.